# Lorenc Jemini
Lorenc Jemini (Ersekë, 13 april 1974) is een Albanees voormalig voetbalscheidsrechter. Hij was in dienst van FIFA en UEFA tussen 2011 en 2016. Ook leidde hij tussen 2009 en 2017 wedstrijden in de Kategoria Superiore.
Op 23 augustus 2009 leidde Jemini zijn eerste wedstrijd in de Albanese eerste divisie. De wedstrijd tussen KF Tirana en Flamurtari Vlorë eindigde in 1-3. Hij gaf in dit duel zes gele kaarten en één rode. Een jaar later, op 1 juli 2010, floot de scheidsrechter zijn eerste wedstrijd in de UEFA Europa League. Uliss Jerevan en Bnei Jehoeda Tel Aviv troffen elkaar in de eerste ronde (0-0). In dit duel deelde de Albanese leidsman één gele kaart uit. Op 13 november 2015 leidde Jemini een vriendschappelijke interland van zijn vaderland, Albanië, tegen Kosovo (2–2 gelijkspel).

## Interlands
| Datum            | Plaats                | Wedstrijd           | Uitslag | Competitie           | Kreeg geel | Kreeg voor de tweede keer geel en dus rood | Weggestuurd |
| ---------------- | --------------------- | ------------------- | ------- | -------------------- | ---------- | ------------------------------------------ | ----------- |
| 4 juni 2011      | Bratislava, Slowakije | Slowakije – Andorra | 1 – 0   | EK 2012 kwalificatie | 3          | 0                                          | 0           |
| 16 oktober 2012  | Tórshavn, Faeröer     | Faeröer – Ierland   | 1 – 4   | WK 2014 kwalificatie | 1          | 0                                          | 0           |
| 5 maart 2014     | Skopje, Macedonië     | Macedonië – Letland | 0 – 3   | Vriendschappelijk    | 3          | 0                                          | 0           |
| 30 mei 2014      | Sevilla, Spanje       | Spanje – Bolivia    | 2 – 0   | Vriendschappelijk    | 1          | 0                                          | 0           |
| 7 september 2014 | Pristina, Kosovo      | Kosovo – Oman       | 1 – 0   | Vriendschappelijk    | 2          | 0                                          | 0           |
| 13 november 2015 | Pristina, Kosovo      | Kosovo – Albanië    | 2 – 2   | Vriendschappelijk    | 3          | 0                                          | 0           |